# ليك سيتي (جورجيا)
ليك سيتي (بالإنجليزية: Lake City, Georgia)‏ هي مدينة تقع في مقاطعة كلايتون، جورجيا بولاية جورجيا في الولايات المتحدة. تبلغ مساحة هذه المدينة 4.7 (كم²)، وترتفع عن سطح البحر 295 م، بلغ عدد سكانها 2612 نسمة في عام 2010 حسب إحصاء مكتب تعداد الولايات المتحدة.

## وصلات خارجية
- Cities & Counties - Georgia.gov